# قائمة رؤساء وزراء المملكة المتحدة
- فوق يمين: روبرت والبول أول وأطول رئيس وزراء خدمة.
- فوق يسار: ونستون تشرشل رئيس الوزراء لمعظم فترة الحرب العالمية الثانية.
- تحت يمين: مارغريت ثاتشر  أول امرأة تتولى رئاسة الوزراء.
- تحت يسار: كير ستارمر رئيس الوزراء الحالي.

رئيس وزراء المملكة المتحدة هو رئيس حكومة المملكة المتحدة ويرأس اجتماعات مجلس الوزراء. ليس هناك تاريخ محدد لظهور منصب رئيس الوزراء أول مرة، فلم ينشئ المنصب مرة واحدة وإنما تطور على مدى فترة من الزمن. استخدام المصطلح بانتظام بشكل غير رسمي منذ عهد روبرت والبول في عقد 1730 أي أنه يعتبر أول رئيس وزراء للملكة المتحدة، وهو أيضا أطول من رأس الحكومة البريطانية. استخدم في مجلس العموم في عام 1805، واعترف به البرلمان في عقد 1880.
كان أول رئيس وزراء للمملكة المتحدة لبريطانيا العظمى وأيرلندا هو ويليام بيت الأصغر عندما شغل المنصب في 1 يناير 1801. أول من استخدم اللقب في الأوراق الرسمية كان بنيجامين دزرائيلي الذي وقع معاهدة برلين عام 1878 بصفته "رئيس وزراء صاحبة الجلالة البريطانية".
اعترف رسمياً بمنصب رئيس الوزراء في ترتيب الأسبقية في عام 1905. كان أول رئيس وزراء للمملكة المتحدة لبريطانيا العظمى وأيرلندا الشمالية الحالية عندما أنشئت فعليًا في عام 1922 (عندما انفصلت 26 مقاطعة أيرلندية وأنشأت الدولة الأيرلندية الحرة) هو أندرو بونار لو، وسميت رسميًا بهذا الاسم في عام 1927 كان وقتها ستانلي بالدوين هو رئيس الوزراء.
رئيس الوزراء الحالي هو كير ستارمر الذي تولى المنصب في 5 يوليو 2024.

## قبل 1721
كان يرأس أمين الخزانة العليا وزارة الخزانة البريطانية قبل إنشاء المملكة المتحدة. كان أمين الخزانة العليا أحد ضباط الدولة الكبار وكان غالبا (وإن لم يكن دائما) شخصية كبيرة في الحكومة منذ فترة تيودور مثل: إدوارد سيمور الدوق الأول من سومرست (لورد أمين الخزانة الأعلى، 1547-49) كان حامي اللورد لابن أخيه إدوارد السادس. وكان وليام سيسيل بارون بورغلي الأول (أمين الخزانة العالي، 1572-98) المستشار الرئيس لإليزابيث الأولى. نجح ابن بورغلي روبرت سيسيل إيرل ساليسبري الأول (الختم اللورد بريفي ووزير الدولة؛ لورد هاي ترياسورر، 1608-12) في خلافة والده في رئاسة حكومة إاليزابيث الأولى (1598-1603) ثم جيمس الأول (1608-1612).
لم يكن يدير الحكومة في كثير من الأحيان فرد واحد (أمين الخزانة العليا) فقط منذ القرن السابع عشر ولكن كان يديرها لجنة من اللوردات في بقيادة اللورد الأول للخزانة. آخر أمين لمجلس اللوردات كان سيدني جودلفين إيرل جودلفين الأول (1702-1710) وروبرت هارلي إيرل أكسفورد الأول (1711-1714)، اللذان أدارا حكومة الملكة آن.

## من 1707 إلى 1721
أصبح ترتيب لجنة من اللوردات في الخزانة بدلا من واحد أمين الخزانة العليا دائمة[بحاجة لتوضيح] أثناء حكم جورج الأول في عام 1714. كان يرأس الوزارة في 1714-17 فيكونت تاونشند الذي كان وزير الشمال. أدار ستانهوب وسندرلاند الحكومة بشكل مشترك في 1717-21، فأدار ستانهوب الشؤون الخارجية وسندرلاند الشؤون الداخلية. توفي ستانهوب في فبراير 1721 واستقال سندرلاند في أبريل 1721؛ عاد تونشيند والبول إلى منصبه. كان يحمل صاحب منصب اللورد الأول عادةً (وإن كان ذلك بشكل غير رسمي) لقب رئيس الوزراء منذ ذلك الحين. ولم يُعترف بلقب رئيس الوزراء دستوريًا حتى العصر الإدواردي. وما زال رئيس الوزراء يشغل منصب اللورد الأول، باستثناء إيرل تشاتام ومركيز سالزبوري.

## منذ 1721
| الصورة                                      | الصورة                                                                        | رئيس الوزراءالدائرة الانتخابية(العمر)                                                                           | الفترة         | الفترة             | الفترة             | الانتخابات                                                                                      | المنصب وقت شغله لمنصب رئيس الوزراء | الحزب                                                                  | الحكومة                                               | الملكالعهد                                 |
| الصورة                                      | الصورة                                                                        | رئيس الوزراءالدائرة الانتخابية(العمر)                                                                           | استلم المنصب   | ترك المنصب         | المدة              | الانتخابات                                                                                      | المنصب وقت شغله لمنصب رئيس الوزراء | الحزب                                                                  | الحكومة                                               | الملكالعهد                                 |
| ------------------------------------------- | ----------------------------------------------------------------------------- | --- | -------------- | ------------------ | ------------------ | ----------------------------------------------------------------------------------------------- | --- | ---------------------------------------------------------------------- | ----------------------------------------------------- | ------------------------------------------ |
|                                             | Robert Walpole                                                                | روبرت والبول- نائب عن King's Lynn - (1676–1745)                                                                 | 3 أبريل 1721   | 11 فبراير 1742     | 20 سنوات و315 أيام | 1722                                                                                            | - مستشار الخزانة - اللورد الأول للخزانة - زعيم مجلس العموم ‏                                                                                        | حزب الأحرار                                                            | Walpole–Townshend                                     | جورج الأول ملك بريطانيا العظمىح. 1714–1727 |
| 1727                                        | Robert Walpole                                                                | روبرت والبول- نائب عن King's Lynn - (1676–1745)                                                                 | 3 أبريل 1721   | 11 فبراير 1742     | 20 سنوات و315 أيام | جورج الثاني ملك بريطانيا العظمىح. 1727–1760                                                     | - مستشار الخزانة - اللورد الأول للخزانة - زعيم مجلس العموم ‏                                                                                        | حزب الأحرار                                                            | Walpole–Townshend                                     |                                            |
| 1734                                        | Robert Walpole                                                                | روبرت والبول- نائب عن King's Lynn - (1676–1745)                                                                 | 3 أبريل 1721   | 11 فبراير 1742     | 20 سنوات و315 أيام | جورج الثاني ملك بريطانيا العظمىح. 1727–1760                                                     | - مستشار الخزانة - اللورد الأول للخزانة - زعيم مجلس العموم ‏                                                                                        | حزب الأحرار                                                            | Walpole                                               |                                            |
| 1741                                        | Robert Walpole                                                                | روبرت والبول- نائب عن King's Lynn - (1676–1745)                                                                 | 3 أبريل 1721   | 11 فبراير 1742     | 20 سنوات و315 أيام | جورج الثاني ملك بريطانيا العظمىح. 1727–1760                                                     | - مستشار الخزانة - اللورد الأول للخزانة - زعيم مجلس العموم ‏                                                                                        | حزب الأحرار                                                            | Walpole                                               |                                            |
| Spencer Compton                             | سبنسر كومبتون- Earl of Wilmington الأول - (1674–1743)                         | 16 فبراير 1742                                                                                                  | 2 يوليو 1743   | 1 سنة و137 أيام    | —                  | جورج الثاني ملك بريطانيا العظمىح. 1727–1760                                                     | - اللورد الأول للخزانة | حزب الأحرار                                                            | Carteret                                              |                                            |
| Henry Pelham                                | هنري بلهام- نائب عن Sussex - (1694–1754)                                      | 27 أغسطس 1743                                                                                                   | 6 مارس 1754    | 10 سنوات و192 أيام | —                  | جورج الثاني ملك بريطانيا العظمىح. 1727–1760                                                     | - مستشار الخزانة - اللورد الأول للخزانة - زعيم مجلس العموم ‏                                                                                        | حزب الأحرار                                                            | Broad Bottom I                                        |                                            |
| Henry Pelham                                | هنري بلهام- نائب عن Sussex - (1694–1754)                                      | 27 أغسطس 1743                                                                                                   | 6 مارس 1754    | 10 سنوات و192 أيام | 1747               | جورج الثاني ملك بريطانيا العظمىح. 1727–1760                                                     | - مستشار الخزانة - اللورد الأول للخزانة - زعيم مجلس العموم ‏                                                                                        | حزب الأحرار                                                            | Broad Bottom II                                       |                                            |
| Thomas Pelham-Holles                        | دوق نيوكاسل- Duke of Newcastle الأول - (1693–1768)                            | 16 مارس 1754 | 11 نوفمبر 1756 | 2 سنوات و241 أيام  | 1754               | جورج الثاني ملك بريطانيا العظمىح. 1727–1760                                                     | - اللورد الأول للخزانة - زعيم مجلس اللوردات ‏ | حزب الأحرار                                                            | Newcastle I                                           |                                            |
| William Cavendish                           | وليام كافينديش- Duke of Devonshire الرابع - (1720–1764)                       | 16 نوفمبر 1756                                                                                                  | 29 يونيو 1757  | 226 أيام           | —                  | جورج الثاني ملك بريطانيا العظمىح. 1727–1760                                                     | - اللورد الأول للخزانة - زعيم مجلس اللوردات ‏ - Lord Treasurer of Ireland                                                                           | حزب الأحرار                                                            | Pitt–Devonshire                                       |                                            |
| William Cavendish                           | وليام كافينديش- Duke of Devonshire الرابع - (1720–1764)                       | 16 نوفمبر 1756                                                                                                  | 29 يونيو 1757  | 226 أيام           | —                  | جورج الثاني ملك بريطانيا العظمىح. 1727–1760                                                     | - اللورد الأول للخزانة - زعيم مجلس اللوردات ‏ - Lord Treasurer of Ireland                                                                           | حزب الأحرار                                                            | 1757 Caretaker                                        |                                            |
| Thomas Pelham-Holles                        | دوق نيوكاسل- Duke of Newcastle الأول - (1693–1768)                            | 29 يونيو 1757                                                                                                   | 26 مايو 1762   | 4 سنوات و332 أيام  | 1761               | جورج الثاني ملك بريطانيا العظمىح. 1727–1760                                                     | - اللورد الأول للخزانة - زعيم مجلس اللوردات ‏ | حزب الأحرار                                                            | Pitt–Newcastle                                        |                                            |
| Thomas Pelham-Holles                        | دوق نيوكاسل- Duke of Newcastle الأول - (1693–1768)                            | 29 يونيو 1757                                                                                                   | 26 مايو 1762   | 4 سنوات و332 أيام  | 1761               | Bute–Newcastle(Tory–حزب الأحرار)                                                                | - اللورد الأول للخزانة - زعيم مجلس اللوردات ‏ | حزب الأحرار                                                            | جورج الثالث ملك المملكة المتحدةح. 1760–1820           |                                            |
|                                             | John Stuart                                                                   | جون ستيوارت- Earl of Bute الأول - (1713–1792)                                                                   | 26 مايو 1762   | 8 أبريل 1763       | 318 أيام           | —                                                                                               | - اللورد الأول للخزانة - زعيم مجلس اللوردات ‏ | Tory                                                                   | جورج الثالث ملك المملكة المتحدةح. 1760–1820           | Bute                                       |
|                                             | George Grenville                                                              | جورج غرنفيل- نائب عن باكنغهام - (1712–1770)                                                                     | 16 أبريل 1763  | 10 يوليو 1765      | 2 سنوات و86 أيام   | —                                                                                               | - مستشار الخزانة - اللورد الأول للخزانة - زعيم مجلس العموم ‏                                                                                        | حزب الأحرار(Grenvillite)                                               | جورج الثالث ملك المملكة المتحدةح. 1760–1820           | Grenville(خاصة حزب الأحرار)                |
| Charles Watson-Wentworth                    | ماركيز روكنغهام- Marquess of Rockingham الثاني - (1730–1782)                  | 13 يوليو 1765                                                                                                   | 30 يوليو 1766  | 1 سنة و18 أيام     | —                  | - اللورد الأول للخزانة - زعيم مجلس اللوردات ‏                                                    | حزب الأحرار(حزب روكينجهام) | Rockingham I                                                           | جورج الثالث ملك المملكة المتحدةح. 1760–1820           |                                            |
| William Pitt the Elder                      | ويليام بيت الأكبر- Earl of Chatham الأول - (1708–1778)                        | 30 يوليو 1766                                                                                                   | 14 أكتوبر 1768 | 2 سنوات و77 أيام   | 1768               | - اللورد أمين الختم الكنيف ‏                                                                     | حزب الأحرار | Chatham                                                                | جورج الثالث ملك المملكة المتحدةح. 1760–1820           |                                            |
| أغسطسus FitzRoy                             | أغسطس فيتزروي- Duke of Grafton الثالث - (1735–1811)                           | 14 أكتوبر 1768                                                                                                  | 28 يناير 1770  | 1 سنة و107 أيام    | —                  | - اللورد الأول للخزانة - زعيم مجلس اللوردات ‏                                                    | حزب الأحرار | Grafton                                                                | جورج الثالث ملك المملكة المتحدةح. 1760–1820           |                                            |
|                                             | Frederick North, Lord North                                                   | فريديريك نورث- نائب عن بانبري - (1732–1792)                                                                     | 28 يناير 1770  | 27 مارس 1782       | 12 سنوات و59 أيام  | 1774                                                                                            | - مستشار الخزانة - اللورد الأول للخزانة - زعيم مجلس العموم ‏                                                                                        | Tory                                                                   | جورج الثالث ملك المملكة المتحدةح. 1760–1820           | North                                      |
| 1780                                        | Frederick North, Lord North                                                   | فريديريك نورث- نائب عن بانبري - (1732–1792)                                                                     | 28 يناير 1770  | 27 مارس 1782       | 12 سنوات و59 أيام  |                                                                                                 | - مستشار الخزانة - اللورد الأول للخزانة - زعيم مجلس العموم ‏                                                                                        | Tory                                                                   | جورج الثالث ملك المملكة المتحدةح. 1760–1820           | North                                      |
|                                             | Charles Watson-Wentworth                                                      | ماركيز روكنغهام- Marquess of Rockingham الثاني - (1730–1782)                                                    | 27 مارس 1782   | 1 يوليو 1782       | 97 أيام            | —                                                                                               | - اللورد الأول للخزانة | حزب الأحرار(حزب روكينجهام)                                             | جورج الثالث ملك المملكة المتحدةح. 1760–1820           | Rockingham II                              |
| William Petty                               | ويليام بيتي- Earl of Shelburne الثاني - (1737–1805)                           | 4 يوليو 1782 | 26 مارس 1783   | 266 أيام           | —                  | - اللورد الأول للخزانة - زعيم مجلس اللوردات ‏                                                    | حزب الأحرار | Shelburne                                                              | جورج الثالث ملك المملكة المتحدةح. 1760–1820           |                                            |
| William Cavendish-Bentinck                  | دوق بورتلاند- Duke of Portland الثالث - (1738–1809)                           | 2 أبريل 1783 | 18 ديسمبر 1783 | 261 أيام           | —                  | - اللورد الأول للخزانة - زعيم مجلس اللوردات ‏                                                    | حزب الأحرار | Fox–North                                                              | جورج الثالث ملك المملكة المتحدةح. 1760–1820           |                                            |
|                                             | William Pitt the Younger                                                      | ويليام بيت الأصغر- نائب عن Appleby، لاحقا Cambridge University - (1759–1806)                                    | 19 ديسمبر 1783 | 14 مارس 1801       | 17 سنوات و86 أيام  | 1784                                                                                            | - مستشار الخزانة - اللورد الأول للخزانة - زعيم مجلس العموم ‏                                                                                        | Tory                                                                   | جورج الثالث ملك المملكة المتحدةح. 1760–1820           | Pitt I                                     |
| 1790                                        | William Pitt the Younger                                                      | ويليام بيت الأصغر- نائب عن Appleby، لاحقا Cambridge University - (1759–1806)                                    | 19 ديسمبر 1783 | 14 مارس 1801       | 17 سنوات و86 أيام  |                                                                                                 | - مستشار الخزانة - اللورد الأول للخزانة - زعيم مجلس العموم ‏                                                                                        | Tory                                                                   | جورج الثالث ملك المملكة المتحدةح. 1760–1820           | Pitt I                                     |
| 1796                                        | William Pitt the Younger                                                      | ويليام بيت الأصغر- نائب عن Appleby، لاحقا Cambridge University - (1759–1806)                                    | 19 ديسمبر 1783 | 14 مارس 1801       | 17 سنوات و86 أيام  |                                                                                                 | - مستشار الخزانة - اللورد الأول للخزانة - زعيم مجلس العموم ‏                                                                                        | Tory                                                                   | جورج الثالث ملك المملكة المتحدةح. 1760–1820           | Pitt I                                     |
| Henry Addington                             | هنري أدينغتون- نائب عن ديفايزيس - (1757–1844)                                 | 17 مارس 1801 | 10 مايو 1804   | 3 سنوات و55 أيام   | 1801               | - مستشار الخزانة - اللورد الأول للخزانة - زعيم مجلس العموم ‏                                     | Tory | Addington                                                              | جورج الثالث ملك المملكة المتحدةح. 1760–1820           |                                            |
| Henry Addington                             | هنري أدينغتون- نائب عن ديفايزيس - (1757–1844)                                 | 17 مارس 1801 | 10 مايو 1804   | 3 سنوات و55 أيام   | 1802               | - مستشار الخزانة - اللورد الأول للخزانة - زعيم مجلس العموم ‏                                     | Tory | Addington                                                              | جورج الثالث ملك المملكة المتحدةح. 1760–1820           |                                            |
| William Pitt the Younger                    | ويليام بيت الأصغر- نائب عن Cambridge University - (1759–1806)                 | 10 مايو 1804 | 23 يناير 1806  | 1 سنة و259 أيام    | —                  | - مستشار الخزانة - اللورد الأول للخزانة - زعيم مجلس العموم ‏                                     | Tory | Pitt II                                                                | جورج الثالث ملك المملكة المتحدةح. 1760–1820           |                                            |
|                                             | William Grenville                                                             | ويليام غرنفيل- بارون غرنفيل الأول - (1759–1834)                                                                 | 11 فبراير 1806 | 25 مارس 1807       | 1 سنة و43 أيام     | 1806                                                                                            | - اللورد الأول للخزانة - زعيم مجلس اللوردات ‏ | حزب الأحرار                                                            | جورج الثالث ملك المملكة المتحدةح. 1760–1820           | All the Talents(حزب الأحرار–Tory)          |
|                                             | William Cavendish-Bentinck                                                    | دوق بورتلاند- Duke of Portland الثالث - (1738–1809)                                                             | 31 مارس 1807   | 4 أكتوبر 1809      | 2 سنوات و188 أيام  | 1807                                                                                            | - اللورد الأول للخزانة | Tory                                                                   | جورج الثالث ملك المملكة المتحدةح. 1760–1820           | Portland II                                |
| Spencer Perceval                            | سبنسر برسيفال- نائب عن Northampton - (1762–1812)                              | 4 أكتوبر 1809                                                                                                   | 11 مايو 1812   | 2 سنوات و221 أيام  | —                  | - مستشار دوقية لانكستر ‏ - مستشار الخزانة - Commissioner of the Treasury for Ireland (1810–1812) | Perceval | Tory                                                                   | جورج الثالث ملك المملكة المتحدةح. 1760–1820           |                                            |
| Robert Jenkinson                            | روبرت جنكنسون- Earl of Liverpool الثاني - (1770–1828)                         | 8 يونيو 1812 | 9 أبريل 1827   | 14 سنوات و306 أيام | 1812               | - اللورد الأول للخزانة - زعيم مجلس اللوردات ‏                                                    | Liverpool | Tory                                                                   | جورج الثالث ملك المملكة المتحدةح. 1760–1820           |                                            |
| Robert Jenkinson                            | روبرت جنكنسون- Earl of Liverpool الثاني - (1770–1828)                         | 8 يونيو 1812 | 9 أبريل 1827   | 14 سنوات و306 أيام | 1818               | - اللورد الأول للخزانة - زعيم مجلس اللوردات ‏                                                    | Liverpool | Tory                                                                   | جورج الرابع ملك المملكة المتحدةح. 1820–1830           |                                            |
| Robert Jenkinson                            | روبرت جنكنسون- Earl of Liverpool الثاني - (1770–1828)                         | 8 يونيو 1812 | 9 أبريل 1827   | 14 سنوات و306 أيام | 1820               | - اللورد الأول للخزانة - زعيم مجلس اللوردات ‏                                                    | Liverpool | Tory                                                                   | جورج الرابع ملك المملكة المتحدةح. 1820–1830           |                                            |
| Robert Jenkinson                            | روبرت جنكنسون- Earl of Liverpool الثاني - (1770–1828)                         | 8 يونيو 1812 | 9 أبريل 1827   | 14 سنوات و306 أيام | 1826               | - اللورد الأول للخزانة - زعيم مجلس اللوردات ‏                                                    | Liverpool | Tory                                                                   | جورج الرابع ملك المملكة المتحدةح. 1820–1830           |                                            |
| George Canning                              | جورج كانينغ- نائب عن Seaford - (1770–1827)                                    | 12 أبريل 1827                                                                                                   | 8 أغسطس 1827   | 119 أيام           | —                  | - مستشار الخزانة - اللورد الأول للخزانة - زعيم مجلس العموم ‏                                     | Tory(Canningite) | Canning(Canningite–حزب الأحرار)                                        | جورج الرابع ملك المملكة المتحدةح. 1820–1830           |                                            |
| F. J. Robinson                              | فريديريك روبنسون- Viscount Goderich الأول - (1782–1859)                       | 31 أغسطس 1827                                                                                                   | 8 يناير 1828   | 131 أيام           | —                  | - اللورد الأول للخزانة - زعيم مجلس اللوردات ‏                                                    | Tory(Canningite) | Goderich                                                               | جورج الرابع ملك المملكة المتحدةح. 1820–1830           |                                            |
| Arthur Wellesley, 1st Duke of Wellington    | آرثر ويلزلي- دوق ويلينغتون الأول - (1769–1852)                                | 22 يناير 1828                                                                                                   | 16 نوفمبر 1830 | 2 سنوات و299 أيام  | —                  | - اللورد الأول للخزانة - زعيم مجلس اللوردات ‏                                                    | Tory | Wellington–Peel                                                        | جورج الرابع ملك المملكة المتحدةح. 1820–1830           |                                            |
| Arthur Wellesley, 1st Duke of Wellington    | آرثر ويلزلي- دوق ويلينغتون الأول - (1769–1852)                                | 22 يناير 1828                                                                                                   | 16 نوفمبر 1830 | 2 سنوات و299 أيام  | (1830)             | - اللورد الأول للخزانة - زعيم مجلس اللوردات ‏                                                    | Tory | Wellington–Peel                                                        | ويليام الرابع ملك المملكة المتحدةح. 1830–1837         |                                            |
|                                             | Charles Grey, 2nd Earl Grey                                                   | تشارلز غراي- Earl Grey الثاني - (1764–1845)                                                                     | 22 نوفمبر 1830 | 9 يوليو 1834       | 3 سنوات و230 أيام  | 1831                                                                                            | - اللورد الأول للخزانة - زعيم مجلس اللوردات ‏ | حزب الأحرار                                                            | ويليام الرابع ملك المملكة المتحدةح. 1830–1837         | Grey                                       |
| 1832                                        | Charles Grey, 2nd Earl Grey                                                   | تشارلز غراي- Earl Grey الثاني - (1764–1845)                                                                     | 22 نوفمبر 1830 | 9 يوليو 1834       | 3 سنوات و230 أيام  |                                                                                                 | - اللورد الأول للخزانة - زعيم مجلس اللوردات ‏ | حزب الأحرار                                                            | ويليام الرابع ملك المملكة المتحدةح. 1830–1837         | Grey                                       |
| William Lamb, 2nd Viscount Melbourne        | وليام لامب- Viscount Melbourne الثاني - (1779–1848)                           | 16 يوليو 1834                                                                                                   | 14 نوفمبر 1834 | 122 أيام           | —                  | - اللورد الأول للخزانة - زعيم مجلس اللوردات ‏                                                    | Melbourne I | حزب الأحرار                                                            | ويليام الرابع ملك المملكة المتحدةح. 1830–1837         |                                            |
|                                             | photograph                                                                    | آرثر ويلزلي- دوق ويلينغتون الأول - (1769–1852)                                                                  | 17 نوفمبر 1834 | 9 ديسمبر 1834      | 23 أيام            | (—)                                                                                             | - اللورد الأول للخزانة - زعيم مجلس اللوردات ‏ - Sec. of State for Foreign Affairs - وزير الدولة للشؤون الداخلية ‏ - Sec. of State for War & Colonies | Tory                                                                   | ويليام الرابع ملك المملكة المتحدةح. 1830–1837         | Wellington Caretaker                       |
|                                             | Robert Peel                                                                   | روبرت بيل- نائب عن تاموورث - (1788–1850)                                                                        | 10 ديسمبر 1834 | 8 أبريل 1835       | 120 أيام           | (—)                                                                                             | - مستشار الخزانة - اللورد الأول للخزانة - زعيم مجلس العموم ‏                                                                                        | حزب المحافظين                                                          | ويليام الرابع ملك المملكة المتحدةح. 1830–1837         | Peel I                                     |
|                                             | William Lamb, 2nd Viscount Melbourne                                          | وليام لامب- Viscount Melbourne الثاني - (1779–1848)                                                             | 18 أبريل 1835  | 30 أغسطس 1841      | 6 سنوات و135 أيام  | 1835                                                                                            | - اللورد الأول للخزانة - زعيم مجلس اللوردات ‏ | حزب الأحرار                                                            | ويليام الرابع ملك المملكة المتحدةح. 1830–1837         | Melbourne II                               |
| 1837                                        | William Lamb, 2nd Viscount Melbourne                                          | وليام لامب- Viscount Melbourne الثاني - (1779–1848)                                                             | 18 أبريل 1835  | 30 أغسطس 1841      | 6 سنوات و135 أيام  | فيكتوريا ملكة المملكة المتحدةح. 1837–1901                                                       | - اللورد الأول للخزانة - زعيم مجلس اللوردات ‏ | حزب الأحرار                                                            |                                                       | Melbourne II                               |
|                                             | Robert Peel                                                                   | روبرت بيل- نائب عن تاموورث - (1788–1850)                                                                        | 30 أغسطس 1841  | 29 يونيو 1846      | 4 سنوات و304 أيام  | فيكتوريا ملكة المملكة المتحدةح. 1837–1901                                                       | 1841 | - اللورد الأول للخزانة - زعيم مجلس العموم ‏                             | حزب المحافظين                                         | Peel II                                    |
|                                             | photograph                                                                    | جون رسل- نائب عن City of London - (1792–1878)                                                                   | 30 يونيو 1846  | 21 فبراير 1852     | 5 سنوات و237 أيام  | فيكتوريا ملكة المملكة المتحدةح. 1837–1901                                                       | (1847) | - اللورد الأول للخزانة - زعيم مجلس العموم ‏                             | حزب الأحرار                                           | Russell I                                  |
|                                             | engraving                                                                     | إدوارد سميث ستانلي- إيرل دربي ‏ الرابع عشر - (1799–1869)                                                         | 23 فبراير 1852 | 17 ديسمبر 1852     | 299 أيام           | فيكتوريا ملكة المملكة المتحدةح. 1837–1901                                                       | 1852 | - اللورد الأول للخزانة - زعيم مجلس اللوردات ‏                           | حزب المحافظين                                         | Who? Who?                                  |
|                                             | engraving                                                                     | جورج هاملتون غوردون- Earl of Aberdeen الرابع - (1784–1860)                                                      | 19 ديسمبر 1852 | 30 يناير 1855      | 2 سنوات و43 أيام   | فيكتوريا ملكة المملكة المتحدةح. 1837–1901                                                       | (—) | - اللورد الأول للخزانة - زعيم مجلس اللوردات ‏                           | Peelite                                               | Aberdeen(Peelite–حزب الأحرار–أخرون)        |
|                                             | photograph                                                                    | لورد بالمرستون- Viscount Palmerston الثالث - نائب عن Tiverton - (1784–1865)                                     | 6 فبراير 1855  | 19 فبراير 1858     | 3 سنوات و14 أيام   | فيكتوريا ملكة المملكة المتحدةح. 1837–1901                                                       | 1857 | - اللورد الأول للخزانة - زعيم مجلس العموم ‏                             | حزب الأحرار                                           | Palmerston I                               |
|                                             | engraving                                                                     | إدوارد سميث ستانلي- إيرل دربي ‏ الرابع عشر - (1799–1869)                                                         | 20 فبراير 1858 | 11 يونيو 1859      | 1 سنة و112 أيام    | فيكتوريا ملكة المملكة المتحدةح. 1837–1901                                                       | (—) | - اللورد الأول للخزانة - زعيم مجلس اللوردات ‏                           | حزب المحافظين                                         | Derby–Disraeli II                          |
|                                             | photograph                                                                    | لورد بالمرستون- Viscount Palmerston الثالث - نائب عن Tiverton - (1784–1865)                                     | 12 يونيو 1859  | 18 أكتوبر 1865     | 6 سنوات و129 أيام  | فيكتوريا ملكة المملكة المتحدةح. 1837–1901                                                       | 1859 | - اللورد الأول للخزانة - زعيم مجلس العموم ‏                             | الحزب الليبرالي                                       | Palmerston II                              |
| 1865                                        | photograph                                                                    | لورد بالمرستون- Viscount Palmerston الثالث - نائب عن Tiverton - (1784–1865)                                     | 12 يونيو 1859  | 18 أكتوبر 1865     | 6 سنوات و129 أيام  | فيكتوريا ملكة المملكة المتحدةح. 1837–1901                                                       | | - اللورد الأول للخزانة - زعيم مجلس العموم ‏                             | الحزب الليبرالي                                       | Palmerston II                              |
| photograph                                  | جون رسل- Earl Russell الأول - (1792–1878)                                     | 29 أكتوبر 1865                                                                                                  | 26 يونيو 1866  | 241 أيام           | —                  | فيكتوريا ملكة المملكة المتحدةح. 1837–1901                                                       | - اللورد الأول للخزانة - زعيم مجلس اللوردات ‏ | Russell II                                                             | الحزب الليبرالي                                       |                                            |
|                                             | engraving                                                                     | إدوارد سميث ستانلي- إيرل دربي ‏ الرابع عشر - (1799–1869)                                                         | 28 يونيو 1866  | 25 فبراير 1868     | 1 سنة و243 أيام    | فيكتوريا ملكة المملكة المتحدةح. 1837–1901                                                       | (—) | - اللورد الأول للخزانة - زعيم مجلس اللوردات ‏                           | حزب المحافظين                                         | Derby–Disraeli III                         |
| photograph                                  | بينجامين دزرائيلي- نائب عن Buckinghamshire - (1804–1881) - Premierships       | 27 فبراير 1868                                                                                                  | 1 ديسمبر 1868  | 279 أيام           | (—)                | فيكتوريا ملكة المملكة المتحدةح. 1837–1901                                                       | - اللورد الأول للخزانة - زعيم مجلس العموم ‏ |                                                                        | حزب المحافظين                                         | Derby–Disraeli III                         |
|                                             | photograph                                                                    | وليم غلادستون- نائب عن Greenwich - (1809–1898) - Premierships                                                   | 3 ديسمبر 1868  | 17 فبراير 1874     | 5 سنوات و77 أيام   | فيكتوريا ملكة المملكة المتحدةح. 1837–1901                                                       | 1868 | - مستشار الخزانة (1873–1874)                                           | الحزب الليبرالي                                       | Gladstone I                                |
|                                             | photograph                                                                    | بينجامين دزرائيلي- نائب عن Buckinghamshire (من 1876) - إيرل بيكونسفيلد ‏ (حتى 1876) - (1804–1881) - Premierships | 20 فبراير 1874 | 21 أبريل 1880      | 6 سنوات و62 أيام   | فيكتوريا ملكة المملكة المتحدةح. 1837–1901                                                       | 1874 | - اللورد الأول للخزانة - زعيم مجلس العموم ‏ (1874–1876)                 | حزب المحافظين                                         | Disraeli II                                |
|                                             | photograph                                                                    | وليم غلادستون- نائب عن Midlothian - (1809–1898) - Premierships                                                  | 23 أبريل 1880  | 9 يونيو 1885       | 5 سنوات و48 أيام   | فيكتوريا ملكة المملكة المتحدةح. 1837–1901                                                       | 1880 | - مستشار الخزانة (1880–1882)                                           | الحزب الليبرالي                                       | Gladstone II                               |
|                                             | photograph                                                                    | روبرت سيسل- مركيز سالزبوري ‏ الثالث - (1830–1903)                                                                | 23 يونيو 1885  | 28 يناير 1886      | 220 أيام           | فيكتوريا ملكة المملكة المتحدةح. 1837–1901                                                       | (—) | - زعيم مجلس اللوردات ‏ - Sec. of State for Foreign Affairs              | حزب المحافظين                                         | Salisbury I                                |
|                                             | photograph                                                                    | وليم غلادستون- نائب عن Midlothian - (1809–1898) - Premierships                                                  | 1 فبراير 1886  | 20 يوليو 1886      | 170 أيام           | فيكتوريا ملكة المملكة المتحدةح. 1837–1901                                                       | (1885) | - اللورد الأول للخزانة - زعيم مجلس العموم ‏ - اللورد أمين الختم الكنيف ‏ | الحزب الليبرالي                                       | Gladstone III                              |
|                                             | photograph                                                                    | روبرت سيسل- مركيز سالزبوري ‏ الثالث - (1830–1903)                                                                | 25 يوليو 1886  | 11 أغسطس 1892      | 6 سنوات و18 أيام   | فيكتوريا ملكة المملكة المتحدةح. 1837–1901                                                       | (1886) | - اللورد الأول للخزانة (1886–1887)                                     | حزب المحافظين                                         | Salisbury II                               |
|                                             | photograph                                                                    | وليم غلادستون- نائب عن Midlothian - (1809–1898) - Premierships                                                  | 15 أغسطس 1892  | 2 مارس 1894        | 1 سنة و200 أيام    | فيكتوريا ملكة المملكة المتحدةح. 1837–1901                                                       | (1892) | - اللورد الأول للخزانة - زعيم مجلس العموم ‏ - اللورد أمين الختم الكنيف ‏ | الحزب الليبرالي                                       | Gladstone IV                               |
| photograph                                  | أرشيبالد بريمروز- Earl of Rosebery الخامس - (1847–1929)                       | 5 مارس 1894 | 22 يونيو 1895  | 1 سنة و110 أيام    | (—)                | فيكتوريا ملكة المملكة المتحدةح. 1837–1901                                                       | - اللورد الأول للخزانة - زعيم مجلس اللوردات ‏ - اللورد رئيس المجلس ‏                                                                                 | Rosebery                                                               | الحزب الليبرالي                                       |                                            |
|                                             | photograph                                                                    | روبرت سيسل- مركيز سالزبوري ‏ الثالث - (1830–1903)                                                                | 25 يونيو 1895  | 11 يوليو 1902      | 7 سنوات و17 أيام   | فيكتوريا ملكة المملكة المتحدةح. 1837–1901                                                       | 1895 | - زعيم مجلس اللوردات ‏ - اللورد أمين الختم الكنيف ‏ (1900–1902)          | حزب المحافظين                                         | الحكومة الوحدوية(حزب المحافظين–Lib.U)      |
| 1900                                        | photograph                                                                    | روبرت سيسل- مركيز سالزبوري ‏ الثالث - (1830–1903)                                                                | 25 يونيو 1895  | 11 يوليو 1902      | 7 سنوات و17 أيام   | فيكتوريا ملكة المملكة المتحدةح. 1837–1901                                                       | الحكومة الوحدوية(Con–Lib.U) | - زعيم مجلس اللوردات ‏ - اللورد أمين الختم الكنيف ‏ (1900–1902)          | حزب المحافظين                                         |                                            |
| 1900                                        | photograph                                                                    | روبرت سيسل- مركيز سالزبوري ‏ الثالث - (1830–1903)                                                                | 25 يونيو 1895  | 11 يوليو 1902      | 7 سنوات و17 أيام   | إدوارد السابع ملك المملكة المتحدةح. 1901–1910                                                   | الحكومة الوحدوية(Con–Lib.U) | - زعيم مجلس اللوردات ‏ - اللورد أمين الختم الكنيف ‏ (1900–1902)          | حزب المحافظين                                         |                                            |
| photograph                                  | آرثر جيمس بلفور- نائب عن مانشستر الشرقية ‏ - (1848–1930)                       | 12 يوليو 1902                                                                                                   | 4 ديسمبر 1905  | 3 سنوات و146 أيام  | —                  | - اللورد الأول للخزانة - زعيم مجلس العموم ‏ - اللورد أمين الختم الكنيف ‏ (1902–1903)              | الحكومة الوحدوية(Con–Lib.U) |                                                                        | حزب المحافظين                                         |                                            |
|                                             | photograph                                                                    | هنري كامبل بانرمان- نائب عن Stirling Burghs - (1836–1908)                                                       | 5 ديسمبر 1905  | 3 أبريل 1908       | 2 سنوات و121 أيام  | 1906                                                                                            | - اللورد الأول للخزانة - زعيم مجلس العموم ‏ | الحزب الليبرالي                                                        | Campbell-Bannerman                                    |                                            |
| photograph                                  | هربرت أسكويث- نائب عن East Fife - (1852–1928)                                 | 8 أبريل 1908 | 5 ديسمبر 1916  | 8 سنوات و243 أيام  | —                  | - اللورد الأول للخزانة - زعيم مجلس العموم ‏ - وزير الدولة لشؤون الحرب ‏ (1914)                    | Asquith I | الحزب الليبرالي                                                        |                                                       |                                            |
| photograph                                  | هربرت أسكويث- نائب عن East Fife - (1852–1928)                                 | 8 أبريل 1908 | 5 ديسمبر 1916  | 8 سنوات و243 أيام  | (Jan.1910)         | - اللورد الأول للخزانة - زعيم مجلس العموم ‏ - وزير الدولة لشؤون الحرب ‏ (1914)                    | Asquith II | الحزب الليبرالي                                                        | جورج الخامس ملك المملكة المتحدةح. 1910–1936           |                                            |
| photograph                                  | هربرت أسكويث- نائب عن East Fife - (1852–1928)                                 | 8 أبريل 1908 | 5 ديسمبر 1916  | 8 سنوات و243 أيام  | (Dec.1910)         | - اللورد الأول للخزانة - زعيم مجلس العموم ‏ - وزير الدولة لشؤون الحرب ‏ (1914)                    | Asquith III | الحزب الليبرالي                                                        | جورج الخامس ملك المملكة المتحدةح. 1910–1936           |                                            |
| photograph                                  | هربرت أسكويث- نائب عن East Fife - (1852–1928)                                 | 8 أبريل 1908 | 5 ديسمبر 1916  | 8 سنوات و243 أيام  | (—)                | - اللورد الأول للخزانة - زعيم مجلس العموم ‏ - وزير الدولة لشؤون الحرب ‏ (1914)                    | Asquith Coalition(الحزب الليبرالي–حزب المحافظين–أخرون)                                                                                             | الحزب الليبرالي                                                        | جورج الخامس ملك المملكة المتحدةح. 1910–1936           |                                            |
| photograph                                  | ديفيد لويد جورج- نائب عن كيرنارفون - (1863–1945)                              | 6 ديسمبر 1916                                                                                                   | 19 أكتوبر 1922 | 5 سنوات و318 أيام  | (—)                | - اللورد الأول للخزانة                                                                          | Lloyd George War | الحزب الليبرالي                                                        | جورج الخامس ملك المملكة المتحدةح. 1910–1936           |                                            |
| photograph                                  | ديفيد لويد جورج- نائب عن كيرنارفون - (1863–1945)                              | 6 ديسمبر 1916                                                                                                   | 19 أكتوبر 1922 | 5 سنوات و318 أيام  | 1918               | - اللورد الأول للخزانة                                                                          | Lloyd George II(الحزب الليبرالي–حزب المحافظين) | الحزب الليبرالي                                                        | جورج الخامس ملك المملكة المتحدةح. 1910–1936           |                                            |
|                                             | photograph                                                                    | أندرو بونار لو- نائب عن غلاسكو الوسطى - (1858–1923)                                                             | 23 أكتوبر 1922 | 20 مايو 1923       | 210 أيام           | 1922                                                                                            | - اللورد الأول للخزانة - زعيم مجلس العموم ‏ | حزب المحافظين(Scot.U.)                                                 | جورج الخامس ملك المملكة المتحدةح. 1910–1936           | Law                                        |
| photograph                                  | ستانلي بلدوين- نائب عن بيودلي ‏ - (1867–1947)                                  | 22 مايو 1923 | 22 يناير 1924  | 246 أيام           | —                  | - مستشار الخزانة (1923) - اللورد الأول للخزانة - زعيم مجلس العموم ‏                              | حزب المحافظين | Baldwin I                                                              | جورج الخامس ملك المملكة المتحدةح. 1910–1936           |                                            |
|                                             | photograph                                                                    | رامزي ماكدونالد- نائب عن أبيرافون - (1866–1937)                                                                 | 22 يناير 1924  | 4 نوفمبر 1924      | 288 أيام           | (1923)                                                                                          | - اللورد الأول للخزانة - زعيم مجلس العموم ‏ - Sec. of State for Foreign Affairs                                                                     | حزب العمال                                                             | جورج الخامس ملك المملكة المتحدةح. 1910–1936           | MacDonald I                                |
|                                             | photograph                                                                    | ستانلي بلدوين- نائب عن بيودلي ‏ - (1867–1947)                                                                    | 4 نوفمبر 1924  | 4 يونيو 1929       | 4 سنوات و213 أيام  | 1924                                                                                            | - اللورد الأول للخزانة - زعيم مجلس العموم ‏ | حزب المحافظين                                                          | جورج الخامس ملك المملكة المتحدةح. 1910–1936           | Baldwin II                                 |
|                                             | photograph                                                                    | رامزي ماكدونالد- نائب عن Seaham - (1866–1937)                                                                   | 5 يونيو 1929   | 7 يونيو 1935       | 6 سنوات و3 أيام    | (1929)                                                                                          | - اللورد الأول للخزانة - زعيم مجلس العموم ‏ | حزب العمال                                                             | جورج الخامس ملك المملكة المتحدةح. 1910–1936           | MacDonald II                               |
|                                             | photograph                                                                    | رامزي ماكدونالد- نائب عن Seaham - (1866–1937)                                                                   | 5 يونيو 1929   | 7 يونيو 1935       | 6 سنوات و3 أيام    | (—)                                                                                             | - اللورد الأول للخزانة - زعيم مجلس العموم ‏ | National Labour                                                        | جورج الخامس ملك المملكة المتحدةح. 1910–1936           | National I(Nat.Lab–حزب المحافظين–أخرون)    |
| 1931                                        | photograph                                                                    | رامزي ماكدونالد- نائب عن Seaham - (1866–1937)                                                                   | 5 يونيو 1929   | 7 يونيو 1935       | 6 سنوات و3 أيام    | National II                                                                                     | - اللورد الأول للخزانة - زعيم مجلس العموم ‏ | National Labour                                                        | جورج الخامس ملك المملكة المتحدةح. 1910–1936           |                                            |
|                                             | photograph                                                                    | ستانلي بلدوين- نائب عن بيودلي ‏ - (1867–1947)                                                                    | 7 يونيو 1935   | 28 مايو 1937       | 1 سنة و356 أيام    | 1935                                                                                            | - اللورد الأول للخزانة - زعيم مجلس العموم ‏ | حزب المحافظين                                                          | جورج الخامس ملك المملكة المتحدةح. 1910–1936           | National III                               |
| إدوارد الثامن ملك المملكة المتحدة           | photograph                                                                    | ستانلي بلدوين- نائب عن بيودلي ‏ - (1867–1947)                                                                    | 7 يونيو 1935   | 28 مايو 1937       | 1 سنة و356 أيام    | 1935                                                                                            | - اللورد الأول للخزانة - زعيم مجلس العموم ‏ | حزب المحافظين                                                          |                                                       | National III                               |
| جورج السادس ملك المملكة المتحدةح. 1936–1952 | photograph                                                                    | ستانلي بلدوين- نائب عن بيودلي ‏ - (1867–1947)                                                                    | 7 يونيو 1935   | 28 مايو 1937       | 1 سنة و356 أيام    | 1935                                                                                            | - اللورد الأول للخزانة - زعيم مجلس العموم ‏ | حزب المحافظين                                                          |                                                       | National III                               |
| photograph                                  | نيفيل تشامبرلين- نائب عن برمنغهام إجباستون - (1869–1940)                      | 28 مايو 1937 | 10 مايو 1940   | 2 سنوات و349 أيام  | —                  | - اللورد الأول للخزانة - زعيم مجلس العموم ‏                                                      | National IV | حزب المحافظين                                                          |                                                       |                                            |
| photograph                                  | نيفيل تشامبرلين- نائب عن برمنغهام إجباستون - (1869–1940)                      | 28 مايو 1937 | 10 مايو 1940   | 2 سنوات و349 أيام  | —                  | - اللورد الأول للخزانة - زعيم مجلس العموم ‏                                                      | Chamberlain War | حزب المحافظين                                                          |                                                       |                                            |
| photograph                                  | ونستون تشرشل- نائب عن Epping - (1874–1965)                                    | 10 مايو 1940 | 26 يوليو 1945  | 5 سنوات و78 أيام   | —                  | - اللورد الأول للخزانة - زعيم مجلس العموم ‏ (1940–1942)                                          | Churchill War | حزب المحافظين                                                          |                                                       |                                            |
| photograph                                  | ونستون تشرشل- نائب عن Epping - (1874–1965)                                    | 10 مايو 1940 | 26 يوليو 1945  | 5 سنوات و78 أيام   | —                  | - اللورد الأول للخزانة - زعيم مجلس العموم ‏ (1940–1942)                                          | Churchill Caretaker(حزب المحافظين–Nat.Lib) | حزب المحافظين                                                          |                                                       |                                            |
|                                             | photograph                                                                    | كليمنت أتلي- نائب عن لايمهاوس ‏ - (1883–1967)                                                                    | 26 يوليو 1945  | 26 أكتوبر 1951     | 6 سنوات و93 أيام   | 1945                                                                                            | - اللورد الأول للخزانة - Minister of Defence (1945–1946)                                                                                           | حزب العمال                                                             | Attlee I                                              |                                            |
| 1950                                        | photograph                                                                    | كليمنت أتلي- نائب عن لايمهاوس ‏ - (1883–1967)                                                                    | 26 يوليو 1945  | 26 أكتوبر 1951     | 6 سنوات و93 أيام   | Attlee II                                                                                       | - اللورد الأول للخزانة - Minister of Defence (1945–1946)                                                                                           | حزب العمال                                                             |                                                       |                                            |
|                                             | photograph                                                                    | ونستون تشرشل- نائب عن Woodford - (1874–1965)                                                                    | 26 أكتوبر 1951 | 5 أبريل 1955       | 3 سنوات و162 أيام  | 1951                                                                                            | - اللورد الأول للخزانة - Minister of Defence (1951–1952)                                                                                           | حزب المحافظين                                                          | Churchill III                                         |                                            |
| إليزابيث الثانيةح. 1952–2022                | photograph                                                                    | ونستون تشرشل- نائب عن Woodford - (1874–1965)                                                                    | 26 أكتوبر 1951 | 5 أبريل 1955       | 3 سنوات و162 أيام  | 1951                                                                                            | - اللورد الأول للخزانة - Minister of Defence (1951–1952)                                                                                           | حزب المحافظين                                                          | Churchill III                                         |                                            |
| photograph                                  | أنطوني إيدن- نائب عن واريك وليمينغتون - (1897–1977)                           | 6 أبريل 1955 | 9 يناير 1957   | 1 سنة و279 أيام    | 1955               | - اللورد الأول للخزانة                                                                          | Eden | حزب المحافظين                                                          |                                                       |                                            |
| photograph                                  | هارولد ماكميلان- نائب عن Bromley - (1894–1986)                                | 10 يناير 1957                                                                                                   | 18 أكتوبر 1963 | 6 سنوات و282 أيام  | —                  | - اللورد الأول للخزانة                                                                          | Macmillan I | حزب المحافظين                                                          |                                                       |                                            |
| photograph                                  | هارولد ماكميلان- نائب عن Bromley - (1894–1986)                                | 10 يناير 1957                                                                                                   | 18 أكتوبر 1963 | 6 سنوات و282 أيام  | 1959               | - اللورد الأول للخزانة                                                                          | Macmillan II | حزب المحافظين                                                          |                                                       |                                            |
| photograph                                  | أليك دوغلاس هيوم- نائب عن كينروس وغرب بيرثشاير ‏ - (1903–1995)                 | 18 أكتوبر 1963                                                                                                  | 16 أكتوبر 1964 | 365 أيام           | —                  | - اللورد الأول للخزانة                                                                          | حزب المحافظين(Scot.U.) | Douglas-Home                                                           |                                                       |                                            |
|                                             | photograph                                                                    | هارولد ويلسون- نائب عن هويتون ‏ - (1916–1995)                                                                    | 16 أكتوبر 1964 | 19 يونيو 1970      | 5 سنوات و247 أيام  | 1964                                                                                            | - اللورد الأول للخزانة - وزير الخدمة المدنية ‏ (1968–1970)                                                                                          | حزب العمال                                                             | حكومة ويلسون                                          |                                            |
| 1966                                        | photograph                                                                    | هارولد ويلسون- نائب عن هويتون ‏ - (1916–1995)                                                                    | 16 أكتوبر 1964 | 19 يونيو 1970      | 5 سنوات و247 أيام  | حكومة ويلسون                                                                                    | - اللورد الأول للخزانة - وزير الخدمة المدنية ‏ (1968–1970)                                                                                          | حزب العمال                                                             |                                                       |                                            |
|                                             | photograph                                                                    | إدوارد هيث- نائب عن Bexley - (1916–2005)                                                                        | 19 يونيو 1970  | 4 مارس 1974        | 3 سنوات و259 أيام  | 1970                                                                                            | - اللورد الأول للخزانة - وزير الخدمة المدنية ‏ | حزب المحافظين                                                          | Heath                                                 |                                            |
|                                             | photograph                                                                    | هارولد ويلسون- نائب عن هويتون ‏ - (1916–1995)                                                                    | 4 مارس 1974    | 5 أبريل 1976       | 2 سنوات و33 أيام   | فبراير 1974 ‏                                                                                    | - اللورد الأول للخزانة - وزير الخدمة المدنية ‏ | حزب العمال                                                             | Wilson III                                            |                                            |
| Oct.1974                                    | photograph                                                                    | هارولد ويلسون- نائب عن هويتون ‏ - (1916–1995)                                                                    | 4 مارس 1974    | 5 أبريل 1976       | 2 سنوات و33 أيام   | Wilson IV                                                                                       | - اللورد الأول للخزانة - وزير الخدمة المدنية ‏ | حزب العمال                                                             |                                                       |                                            |
| photograph                                  | جيمس كالاهان- نائب عن كارديف ساوث إيست ‏ - (1912–2005)                         | 5 أبريل 1976 | 4 مايو 1979    | 3 سنوات و30 أيام   | —                  | - اللورد الأول للخزانة - وزير الخدمة المدنية ‏                                                   | Callaghan | حزب العمال                                                             |                                                       |                                            |
|                                             | photograph                                                                    | مارغريت ثاتشر- نائب عن فينشلي ‏ - (1925–2013) - Premiership                                                      | 4 مايو 1979    | 28 نوفمبر 1990     | 11 سنوات و209 أيام | 1979                                                                                            | - اللورد الأول للخزانة - وزير الخدمة المدنية ‏ | حزب المحافظين                                                          | Thatcher I                                            |                                            |
| 1983                                        | photograph                                                                    | مارغريت ثاتشر- نائب عن فينشلي ‏ - (1925–2013) - Premiership                                                      | 4 مايو 1979    | 28 نوفمبر 1990     | 11 سنوات و209 أيام | Thatcher II                                                                                     | - اللورد الأول للخزانة - وزير الخدمة المدنية ‏ | حزب المحافظين                                                          |                                                       |                                            |
| 1987                                        | photograph                                                                    | مارغريت ثاتشر- نائب عن فينشلي ‏ - (1925–2013) - Premiership                                                      | 4 مايو 1979    | 28 نوفمبر 1990     | 11 سنوات و209 أيام | Thatcher III                                                                                    | - اللورد الأول للخزانة - وزير الخدمة المدنية ‏ | حزب المحافظين                                                          |                                                       |                                            |
| photograph                                  | جون ميجر- نائب عن هونتينغتون - (مواليد 1943) - Premiership                    | 28 نوفمبر 1990                                                                                                  | 2 مايو 1997    | 6 سنوات و156 أيام  | —                  | - اللورد الأول للخزانة - وزير الخدمة المدنية ‏                                                   | Major I | حزب المحافظين                                                          |                                                       |                                            |
| photograph                                  | جون ميجر- نائب عن هونتينغتون - (مواليد 1943) - Premiership                    | 28 نوفمبر 1990                                                                                                  | 2 مايو 1997    | 6 سنوات و156 أيام  | 1992               | - اللورد الأول للخزانة - وزير الخدمة المدنية ‏                                                   | Major II | حزب المحافظين                                                          |                                                       |                                            |
|                                             | photograph                                                                    | توني بلير- نائب عن سيجفيلد - (مواليد 1953) - Premiership                                                        | 2 مايو 1997    | 27 يونيو 2007      | 10 سنوات و57 أيام  | 1997                                                                                            | - اللورد الأول للخزانة - وزير الخدمة المدنية ‏ | حزب العمال                                                             | Blair I                                               |                                            |
| 2001                                        | photograph                                                                    | توني بلير- نائب عن سيجفيلد - (مواليد 1953) - Premiership                                                        | 2 مايو 1997    | 27 يونيو 2007      | 10 سنوات و57 أيام  | Blair II                                                                                        | - اللورد الأول للخزانة - وزير الخدمة المدنية ‏ | حزب العمال                                                             |                                                       |                                            |
| 2005                                        | photograph                                                                    | توني بلير- نائب عن سيجفيلد - (مواليد 1953) - Premiership                                                        | 2 مايو 1997    | 27 يونيو 2007      | 10 سنوات و57 أيام  | Blair III                                                                                       | - اللورد الأول للخزانة - وزير الخدمة المدنية ‏ | حزب العمال                                                             |                                                       |                                            |
| photograph                                  | جوردون براون- نائب عن كيركالدي وكاودينبيث - (مواليد 1951) - Premiership       | 27 يونيو 2007                                                                                                   | 11 مايو 2010   | 2 سنوات و319 أيام  | —                  | - اللورد الأول للخزانة - وزير الخدمة المدنية ‏                                                   | Brown | حزب العمال                                                             |                                                       |                                            |
|                                             | photograph                                                                    | ديفيد كاميرون- نائب عن ويتني - (مواليد 1966) - Premiership                                                      | 11 مايو 2010   | 13 يوليو 2016      | 6 سنوات و64 أيام   | 2010                                                                                            | - اللورد الأول للخزانة - وزير الخدمة المدنية ‏ | حزب المحافظين                                                          | Cameron–Clegg(حزب المحافظين–الديمقراطيون الليبراليون) |                                            |
| 2015                                        | photograph                                                                    | ديفيد كاميرون- نائب عن ويتني - (مواليد 1966) - Premiership                                                      | 11 مايو 2010   | 13 يوليو 2016      | 6 سنوات و64 أيام   | Cameron II                                                                                      | - اللورد الأول للخزانة - وزير الخدمة المدنية ‏ | حزب المحافظين                                                          |                                                       |                                            |
| photograph                                  | تيريزا ماي- نائب عن ميدينهيد - (مواليد 1956) - Premiership                    | 13 يوليو 2016                                                                                                   | 24 يوليو 2019  | 3 سنوات و12 أيام   | —                  | - اللورد الأول للخزانة - وزير الخدمة المدنية ‏                                                   | مايو I | حزب المحافظين                                                          |                                                       |                                            |
| photograph                                  | تيريزا ماي- نائب عن ميدينهيد - (مواليد 1956) - Premiership                    | 13 يوليو 2016                                                                                                   | 24 يوليو 2019  | 3 سنوات و12 أيام   | 2017               | - اللورد الأول للخزانة - وزير الخدمة المدنية ‏                                                   | مايو II (الحزب الديمقراطي الاتحادي (أيرلندا الشمالية) confidence & supply)                                                                         | حزب المحافظين                                                          |                                                       |                                            |
| photograph                                  | بوريس جونسون- نائب عن أوكسبريدج وجنوب روسليب ‏ - (مواليد 1964) - رئاسة الوزراء | 24 يوليو 2019                                                                                                   | 6 سبتمبر 2022  | 3 سنوات و45 أيام   | (—)                | - اللورد الأول للخزانة - وزير الخدمة المدنية ‏ - وزير الاتحاد ‏                                   | وزارة جونسون الأولى (الحزب الديمقراطي الاتحادي (أيرلندا الشمالية) confidence & supply)                                                             | حزب المحافظين                                                          |                                                       |                                            |
| photograph                                  | بوريس جونسون- نائب عن أوكسبريدج وجنوب روسليب ‏ - (مواليد 1964) - رئاسة الوزراء | 24 يوليو 2019                                                                                                   | 6 سبتمبر 2022  | 3 سنوات و45 أيام   | 2019               | - اللورد الأول للخزانة - وزير الخدمة المدنية ‏ - وزير الاتحاد ‏                                   | حكومة بوريس جونسون الثانية ‏ | حزب المحافظين                                                          |                                                       |                                            |
| photograph                                  | ليز تراس- نائب عن نورفوك الجنوبية الغربية - (مواليد 1975) - Premiership       | 6 سبتمبر 2022                                                                                                   | 25 أكتوبر 2022 | 50 أيام            | —                  | - اللورد الأول للخزانة - وزير الخدمة المدنية ‏ - وزير الاتحاد ‏                                   | حكومة ليز تراس ‏ | حزب المحافظين                                                          |                                                       |                                            |
| photograph                                  | ليز تراس- نائب عن نورفوك الجنوبية الغربية - (مواليد 1975) - Premiership       | 6 سبتمبر 2022                                                                                                   | 25 أكتوبر 2022 | 50 أيام            | —                  | - اللورد الأول للخزانة - وزير الخدمة المدنية ‏ - وزير الاتحاد ‏                                   | حكومة ليز تراس ‏ | حزب المحافظين                                                          | تشارلز الثالث ح. 2022–الآن                            |                                            |
| photograph                                  | ريشي سوناك- نائب عن ريتشموند (يوركس) - (مواليد 1980) - Premiership            | 25 أكتوبر 2022                                                                                                  | 5 يوليو 2024   | 1 سنة و255 أيام    | —                  | - اللورد الأول للخزانة - وزير الخدمة المدنية ‏ - وزير الاتحاد ‏                                   | حكومة ريشي سوناك | حزب المحافظين                                                          |                                                       |                                            |
|                                             | photograph                                                                    | كير ستارمر- نائب عن Holborn and St Pancras - (مواليد 1962) - Premiership                                        | 5 يوليو 2024   | في المنصب          | 317 أيام           | 2024                                                                                            | - اللورد الأول للخزانة - وزير الخدمة المدنية ‏ - وزير الاتحاد ‏                                                                                      | حزب العمال                                                             | حكومة ستارمر                                          |                                            |

## ببليوغرافيا
- Anderson، John (1856). A History of Edinburgh from the Earliest Period to the Completion of the Half Century 1850: With Brief Notices of Eminent Or Remarkable Individuals. A. Fullarton & co. ISBN:978-1-85285-581-9. مؤرشف من الأصل في 2016-06-02. اطلع عليه بتاريخ 2008-10-21.
- Black، Jeremy (2006). The Hanoverians: The History of a Dynasty. Continuum International Publishing Group. ISBN:1-85285-581-9. OCLC:70765876.
- Clarke، John (1993) [1975]. Fraser, Antonia (المحرر). The Lives Of The Kings And Queens Of England. London: Weidenfeld & Nicolson. ISBN:0-297-83238-7. OCLC:257417674. مؤرشف من الأصل في 2022-04-24.
- Hennessy، Peter (2001) [2000]. The Prime Minister; The Office And Its Holders Since 1945. دار. ISBN:0-14-028393-5. OCLC:47063414.
- Longford، Elizabeth (1998) [1964]. Victoria R.I. London: Weidenfeld & Nicolson. ISBN:0-297-84142-4. OCLC:41510024.
- Marriott، J. A. R. (1925). English Political Institutions. Oxford University Press, Oxford.
- Priestley، J. B. (2002) [1969]. The Prince of Pleasure and his Regency 1811–20. دار. ISBN:0-14-139106-5. OCLC:59475591.
- Rose، Kenneth (1983). King George V. London: Weidenfeld & Nicolson. ISBN:0-297-78245-2. OCLC:9909629. مؤرشف من الأصل في 2022-07-16.
- Thomas، Peter David Garner (2002). George III: King and Politicians, 1760–1770. دار نشر جامعة مانشستر  [لغات أخرى]‏. ISBN:978-0-7190-6429-6. OCLC:50191954.{{استشهاد بكتاب}}:  صيانة الاستشهاد: علامات ترقيم زائدة (link)

## وصلات خارجية
- الموقع الرسمي لرئيس الوزراء البريطاني